# Williamson (Nyugat-Virginia)
Williamson település az Amerikai Egyesült Államok Nyugat-Virginia államában, Mingo megyében, melynek megyeszékhelye is. Lakosainak száma 3083 fő (2020. április 1.).

## Népesség
A település népességének változása:

| 2010 | 3 191 |
| 2020 | 3 083 |